# Principat (Imperiul Roman)
În istoria Imperiului Roman, Principatul este, conform derivației sale etimologice din cuvântul latin princeps, însemnând șef sau primul, regimul politic dominat de către un astfel de șef de stat sau guvern. Titlul, în complet princeps senatus / princeps civitatis, a fost adoptat inițial de către Octavian (27 î.Hr. - 14 d.Hr.), primul împărat Roman, care a ales, precum dictatorul pe viață asasinat, Iulius Cezar, care refuzase în mod formal coroana - să nu (re)introducă o monarhie legală, ci să formeze stabilitatea politică necesară cu disperare după epuizantele războaie civile de către un regim de facto întru scheletul constituțional al republicii, care fusese separat precis ca o alternativă la odiosul regat precedent. Deși pretențiile dinastice au apărut încă de la start, aceasta a rămas constituțional de neimaginat.
- Deseori, într-un sens mai limitat și precis cronologic, termenul este aplicat specific asupra primeia dintre cele două faze guvernului imperial din vechiul Imperiu Roman, anterior căderii sale în vest (căderea Romei), în 476, lăsând Imperiul Bizantin singurul moștenitor.

Sub acest Principat stricto sensu, realitatea politică a domniei autocratice de către împărat era încă mascată cu scrupulozitate de către forme și convenții de domnii oligarhice pe cont propriu moștenite din perioada politică a neîncoronatei Republicii romane (509 î.Hr.-27 î.Hr.) sub motoul SPQR.
- Această primă fază avea să fie folosită de către, sau mai degrabă să implice, așa-numitul Dominat, în care împăratul devenea stilizat dominus (stăpân), cetățenii săi, cei cu care constituțional împărțea suveranitatea sa, devenind supușii săi, semănând oarecum cu tradiția orientală dintru elenism.

Acest proces este adesea văzut c-ar fi început cu împăratul Domițian, când tipuri orientale de domnie precum dominus (Lord, Stăpân) au devenit curente (deși nu legale), dar nu se putea prin definiție clarificarea punctului de turnură constituționale, deci această apreciație rămâne subiectivă, realitatea este dezvoltare graduată.
După Criza secolului III aproape că s-a ajuns la colapsul politic al Imperiului, împăratul Dioclețian a înlocuit principatul de o persoană cu tetrarhia, în care pretextul rămas vechii forme republicane era în majoritate înlăturat, stilul princeps nemaifiind folosit acum, precum și unitatea teritorială a imperiului.